# DJ WADA
DJ WADA（ディージェーワダ、3月18日生）は、日本のテクノDJ。東京都出身。

## 概要
Heigo Tani（WALL5）とのユニット「Co-Fusion」「Atom」「AS TWO MEN」名義で作品を発表する傍ら、2005年12月にクローズしたクラブ「Maniac Love」の土曜日のレジデントDJ を12年間務める等、DJとしても精力的に活動する。イコライザーを駆使したミックスを得意とする。

## 略歴
1970年代はロックバンドに籍を置きギタリストとして活動するが、1978年、知人の紹介により六本木のディスコ「キャステル」からDJとしてのキャリアをスタート。その後、「玉椿」「GILS」「ネオ・ジャポネスク」等、数カ所のディスコを経て、1988年頃より活動の場をディスコからクラブへと移す。
1980年代後半、六本木「XY RELAX」にて開催されたテクノパーティ“Transonic garden”にてテクノDJとしての活動をスタート。同パーティがヴェニューと共にスタイルを変化させるのに伴い、1990年初頭より芝浦「GOLD」5F（Love & Sex）、西麻布「Yellow」、新宿「MC1000」等でアンビエントDJとしても活動を始める。
時を同じくして、ディスコ時代の仲間であるHeigo Tani等と楽曲制作を始め、1988年から1989年、自主制作にて『Oceans Flow』等の12インチシングルを3枚リリース。
その後Spiral labelに「Dark eyed kid」「Co-Fusion」名義で楽曲提供。1994年にアメリカのTribal America、ドイツのPlastic City等の名門レーベルより「Atom」名義で『PLUS EP』をリリースしたのを皮切りに、Positiva（リミックスワークのみ）、「As Two Men」名義でOMW (Oxygen Music Works)等のレーベルから次々と作品を発表し、海外で評価され始める。
1993年、南青山にオープンしたばかりの、後に“テクノの総本山”と称されるクラブ「Maniac Love」でDJ YAMAと共にテクノパーティ “Sublime”（後の“Cycle”、“Sublime”はDJ YAMAのレーベル名となる）にてレジデントDJとしての活動をスタート。以後同パーティにて12年間レジデントを務め、2000年にはイギリス『MUZIK』誌において“Cycle”および「Maniac Love」が世界のベスト・クラブに選ばれる。1995年頃には「Maniac Love」と並行して新宿「Automatix」でも金曜日のレジデントを務める。
また、1995年に「Co-Fusion」名義でREEL MUSIQより12インチシングル『Frontier』を発表。その後、1998年にSublime Recordsよりアルバム『Co-Fu』をリリースしたのをきっかけに1998年から1999年にはヨーロッパ諸国やアジアなど12カ国をCo-FusionのLIVEやDJ WADAのDJでツアーを敢行。また、日本国内においても「フジロックフェスティバル」「WIRE02/08」「朝霧JAM」などをはじめ、大型パーティーへも数多く出演し、日本のテクノの重要アーティストとしての地位を確立する。
2002年3月、突発性難聴により6か月間の休業。左耳の聴覚を失うものの、同年8月のさいたまスーパーアリーナで行われた「WIRE02」でのCo-Fusion LIVEにて一時的に復活。翌2003年3月には本格的にDJ活動を再開。2005年12月に「Maniac Love」がクローズした後も都内を中心に各地で活動を続け、2008年にはSublime Recordsよりソロ名義「DJ WADA」として初のアルバム『Final Resolution』、翌2009年には『One』をリリース。